# Roza Schlesingerová
Roza Schlesingerová (née le 1er juin 1874 et morte le 22 janvier 1946) était une actrice tchécoslovaque.

## Filmographie partielle
- 1927 : Le Bataillon de Přemysl Pražský
- 1929 : L'Organiste de la cathédrale Saint-Guy de Martin Frič
- 1929 : Le Dernier Masque de Carl Lamac
- 1930 : Telle est la vie (en) de Carl Junghans
- 1932 : Le Chansonnier (Písničkář) de Svatopluk Innemann